# Telgruc-sur-Mer

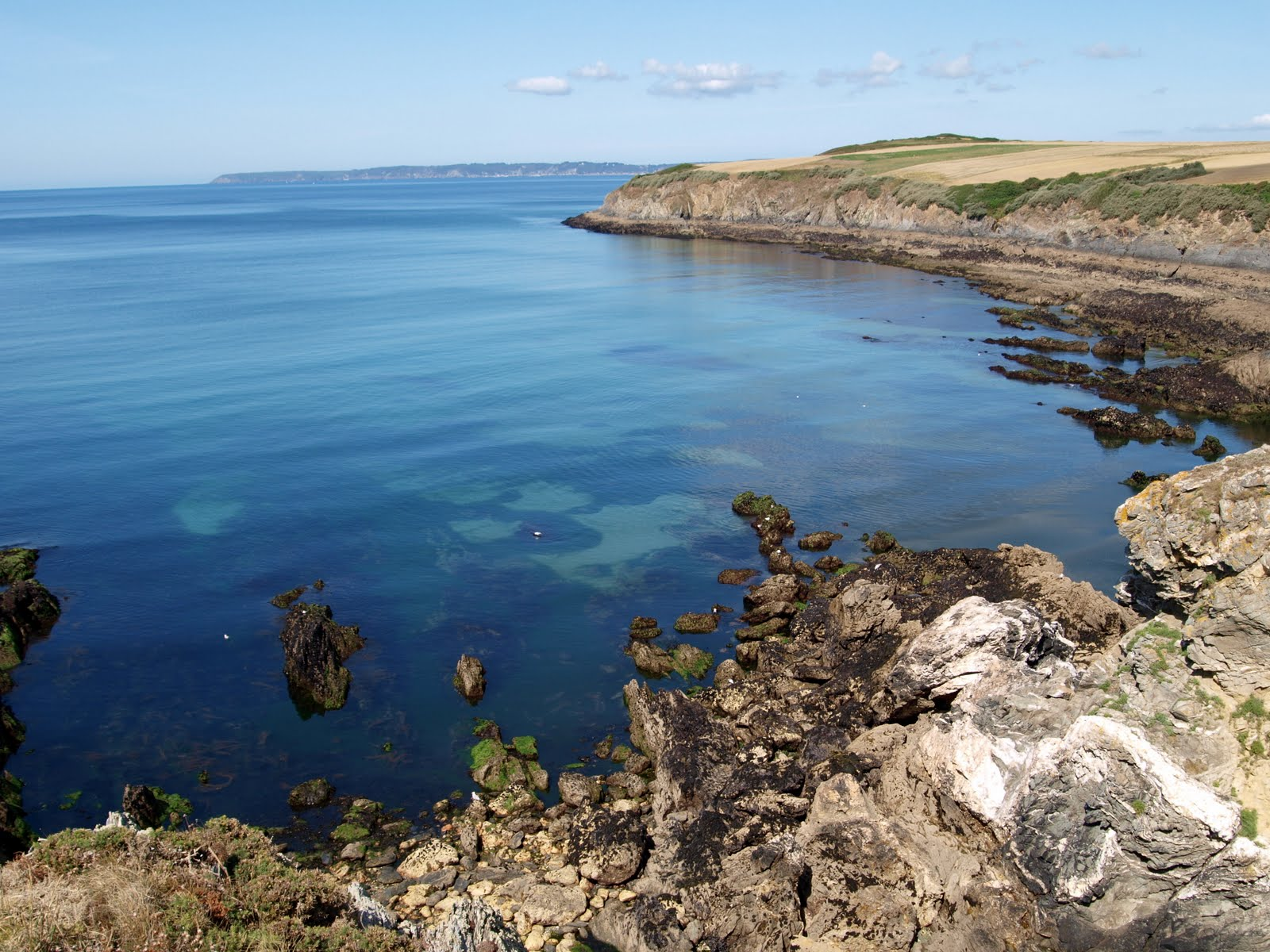
Pointe du Bellec

Telgruc-sur-Mer (en bretón, Terrug) es una comuna francesa situada en el departamento de Finisterre, en la región de Bretaña.

## Demografía
| 1875 | 1901 | 1873 | 1838 | 1811 | 1822 | 2098 |
| Para los censos de 1962 a 1999 la población legal corresponde a la población sin duplicidades (Fuente: INSEE [Consultar]) |      |      |      |      |      |      |